# 指宿市
指宿市（日语：／ Ibusuki shi */?）是位於日本鹿兒島縣薩摩半島南端的城市，是知名的觀光城市，以指宿温泉而聞名。最有名的為當地的熱砂溫泉。當地亦是江戶幕府末期，第十三代將軍德川家定的正室，天璋院篤姬的老家，「今和泉島津家」的所在地。因其氣候溫暖，自稱為「日本的夏威夷」。為了節約冷氣，每年5月下旬，市長都會發表「Aloha 宣言」，宣佈市政府及銀行以夏威夷裇作為正式的服裝。
JR九州最南端的車站西大山車站以及九州最大的湖泊池田湖皆位於此。

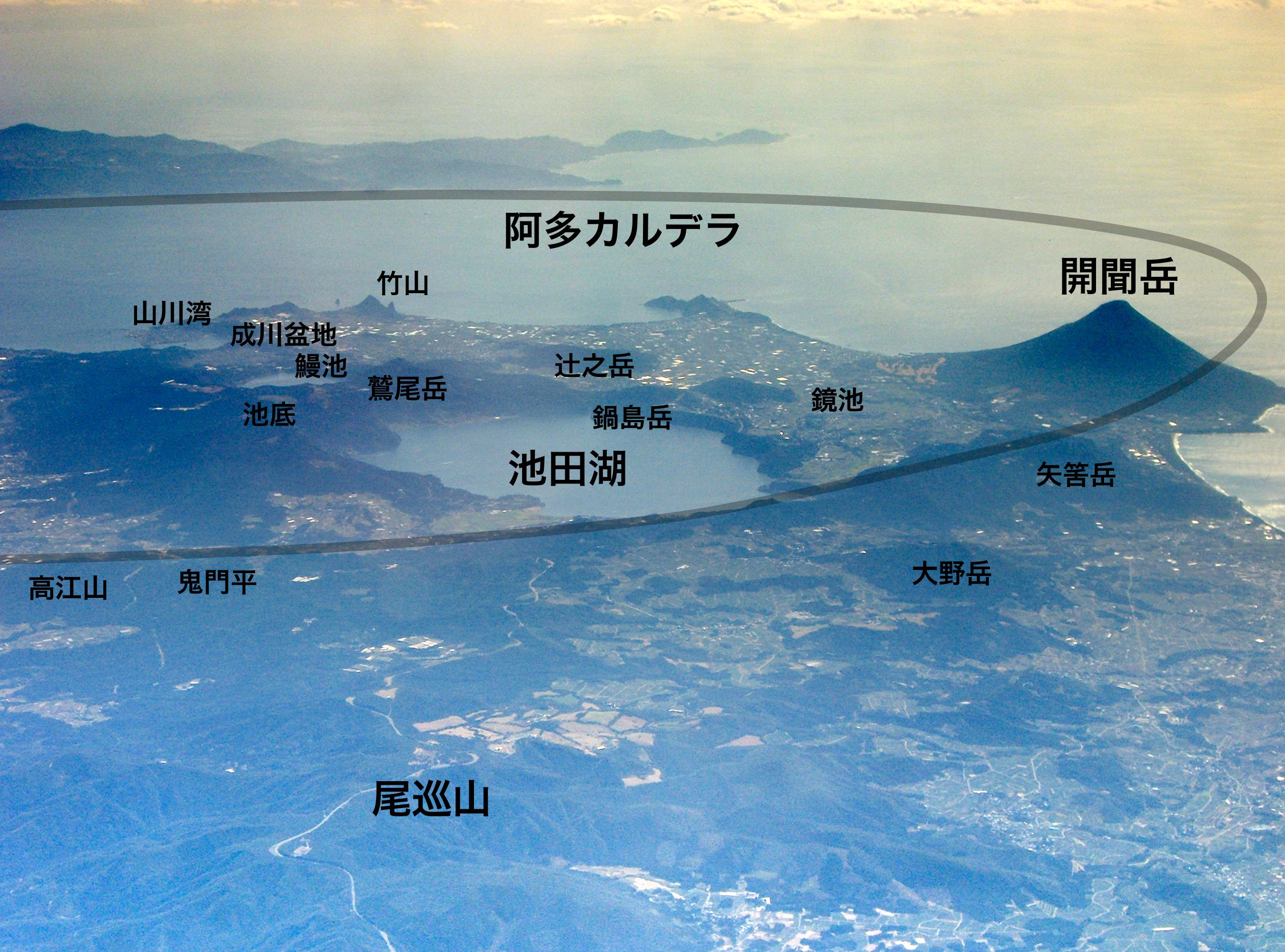
指宿市轄區空照圖

## 歷史

### 年表
- 1889年4月1日：實施町村制，現在的轄區分別屬於揖宿郡指宿村、今和泉村、山川村、穎娃郡穎娃村。[2]
- 1896年3月29日：穎娃郡被併入揖宿郡。
- 1930年1月1日：山川村改制為山川町。
- 1933年5月1日：指宿村改制為指宿町。
- 1948年9月1日：今和泉村分出部分區域設置利永村。
- 1950年8月1日：穎娃村改制為穎娃町（現已併入南九州市）。
- 1951年10月1日：頴娃町分出部分區域設置開聞村。
- 1954年4月1日：指宿町和今和泉村合併為指宿市。
- 1955年4月1日：利永村分成兩部份，分別被併入山川町和開聞村，同時開聞村改制為開聞町。
- 2006年1月1日：指宿市、山川町和開聞町合併為新設置的指宿市。

| 1889年4月1日    | 1889年-1910年              | 1910年-1930年               | 1930年-1950年               | 1950年-1970年                                  | 1970年-1990年             | 1990年-現在                  | 現在                         |
| --------------- | -------------------------- | --------------------------- | --------------------------- | ---------------------------------------------- | ------------------------- | ---------------------------- | ---------------------------- |
| 揖宿郡 山川村   | 揖宿郡 山川村              | 揖宿郡 山川村               | 1930年1月1日 改制為山川町   | 1930年1月1日 改制為山川町                      | 1930年1月1日 改制為山川町 | 2006年1月1日 合併為指宿市    | 2006年1月1日 合併為指宿市    |
| 揖宿郡 指宿村   | 揖宿郡 指宿村              | 揖宿郡 指宿村               | 1933年5月1日 改制為指宿町   | 1954年4月1日 合併為指宿市                      | 1954年4月1日 合併為指宿市 | 2006年1月1日 合併為指宿市    | 2006年1月1日 合併為指宿市    |
| 揖宿郡 今和泉村 | 揖宿郡 今和泉村            | 揖宿郡 今和泉村             | 今和泉村                    | 1954年4月1日 合併為指宿市                      | 1954年4月1日 合併為指宿市 | 2006年1月1日 合併為指宿市    | 2006年1月1日 合併為指宿市    |
| 揖宿郡 今和泉村 | 揖宿郡 今和泉村            | 揖宿郡 今和泉村             | 1948年9月1日 利永村分村     | 山川町                                         | 山川町                    | 2006年1月1日 合併為指宿市    | 2006年1月1日 合併為指宿市    |
| 揖宿郡 今和泉村 | 揖宿郡 今和泉村            | 揖宿郡 今和泉村             | 1948年9月1日 利永村分村     | 1951年10月1日開聞村分村 1955年4月1日改制開聞町 |                           | 2006年1月1日 合併為指宿市    | 2006年1月1日 合併為指宿市    |
| 穎娃郡 穎娃村   | 1896年3月29日 揖宿郡穎娃村 | 1896年3月29日 揖宿郡穎娃村  | 1950年8月1日 改制為穎娃町   |                                                |                           | 2006年1月1日 合併為指宿市    | 2006年1月1日 合併為指宿市    |
| 穎娃郡 穎娃村   | 1896年3月29日 揖宿郡穎娃村 | 1896年3月29日 揖宿郡穎娃村  | 1950年8月1日 改制為穎娃町   | 穎娃町                                         | 穎娃町                    | 2007年12月1日 合併為南九州市 | 2007年12月1日 合併為南九州市 |
| 川邊郡 勝目村   | 川邊郡 勝目村              | 川邊郡 勝目村               | 川邊郡 勝目村               | 1956年9月1日 合併為川邊町                      | 1956年9月1日 合併為川邊町 | 2007年12月1日 合併為南九州市 | 2007年12月1日 合併為南九州市 |
| 川邊郡 川邊村   | 川邊郡 川邊村              | 1923年10月13日 改制為川邊町 | 1923年10月13日 改制為川邊町 | 1956年9月1日 合併為川邊町                      | 1956年9月1日 合併為川邊町 | 2007年12月1日 合併為南九州市 | 2007年12月1日 合併為南九州市 |
| 給黎郡 知覽村   | 1896年3月29日 川邊郡知覽村 | 1896年3月29日 川邊郡知覽村  | 1932年4月1日 改制為知覽町   | 1932年4月1日 改制為知覽町                      | 1932年4月1日 改制為知覽町 | 2007年12月1日 合併為南九州市 | 2007年12月1日 合併為南九州市 |

## 交通

### 鐵路
- 九州旅客鐵道
  - 指宿枕崎線：薩摩今和泉車站 - 宮濱車站 - 二月田車站 - 指宿車站 - 山川車站 - 大山車站 - 西大山車站 - 薩摩川尻車站 - 東開聞車站 - 開聞車站 - 入野車站

|  |  |
|  |  |

## 觀光資源

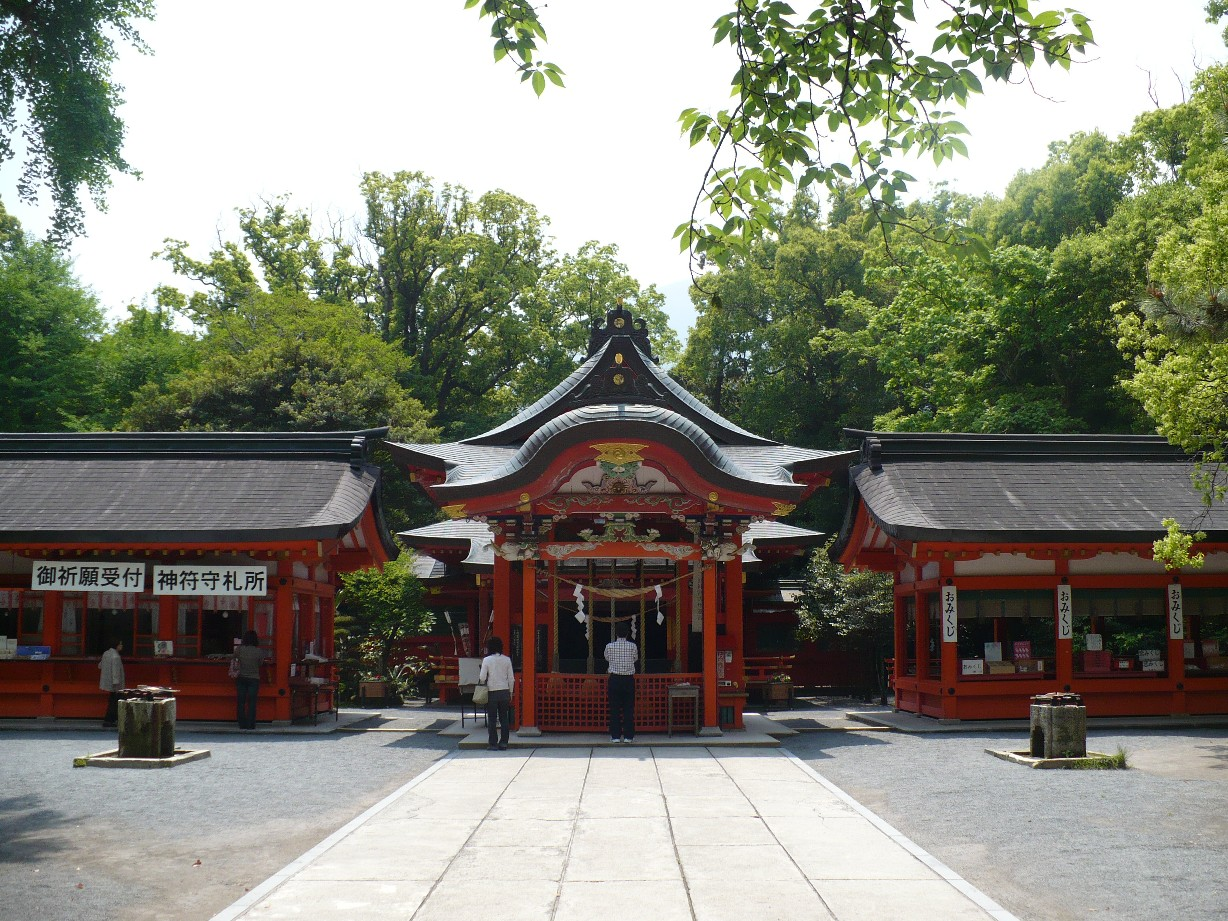
枚聞神社（薩摩國一宮）

### 觀光景點
- 池田湖：九州最大的湖泊，為5500年前的火山活動所形成。
- 西大山站；JR日本最南端的車站。
- 長崎鼻（日语：長崎鼻）
- 山川地熱發電所
- 枚聞神社
- 揖宿神社（日语：揖宿神社）
- 開聞山麓自然公園
- 指宿溫泉
- 山川溫泉
- 熱砂浴溫泉，位於指宿站附近。
- 鰻溫泉
- 開聞溫泉

## 教育

### 高等學校
- 鹿兒島縣立指宿高等學校
- 鹿兒島縣立山川高等學校
- 指宿市立指宿商業高等學校

### 特殊學校
- 鹿兒島縣立指宿養護學校

## 姊妹市・友好都市

### 日本國內
- 人吉市（熊本縣）：於1979年1月締結姊妹市。
- 千歲市（北海道）：於1994年4月締結姊妹市。

### 海外
- 洛坎普頓（澳洲 昆士蘭州）：於1980年11月締結姊妹市。

## 本地出身之名人
- 川原泉：漫畫家
- 西炯子：漫畫家
- 田之上慶三郎：職業棒球選手

## 外部連結
- （日語） 官方网站
- （日語） 維客旅行上的指宿市 （页面存档备份，存于）
- （日語） 指宿商工會議所 （页面存档备份，存于）
- OpenStreetMap上有關指宿市的地理